# Infanterist der Zukunft

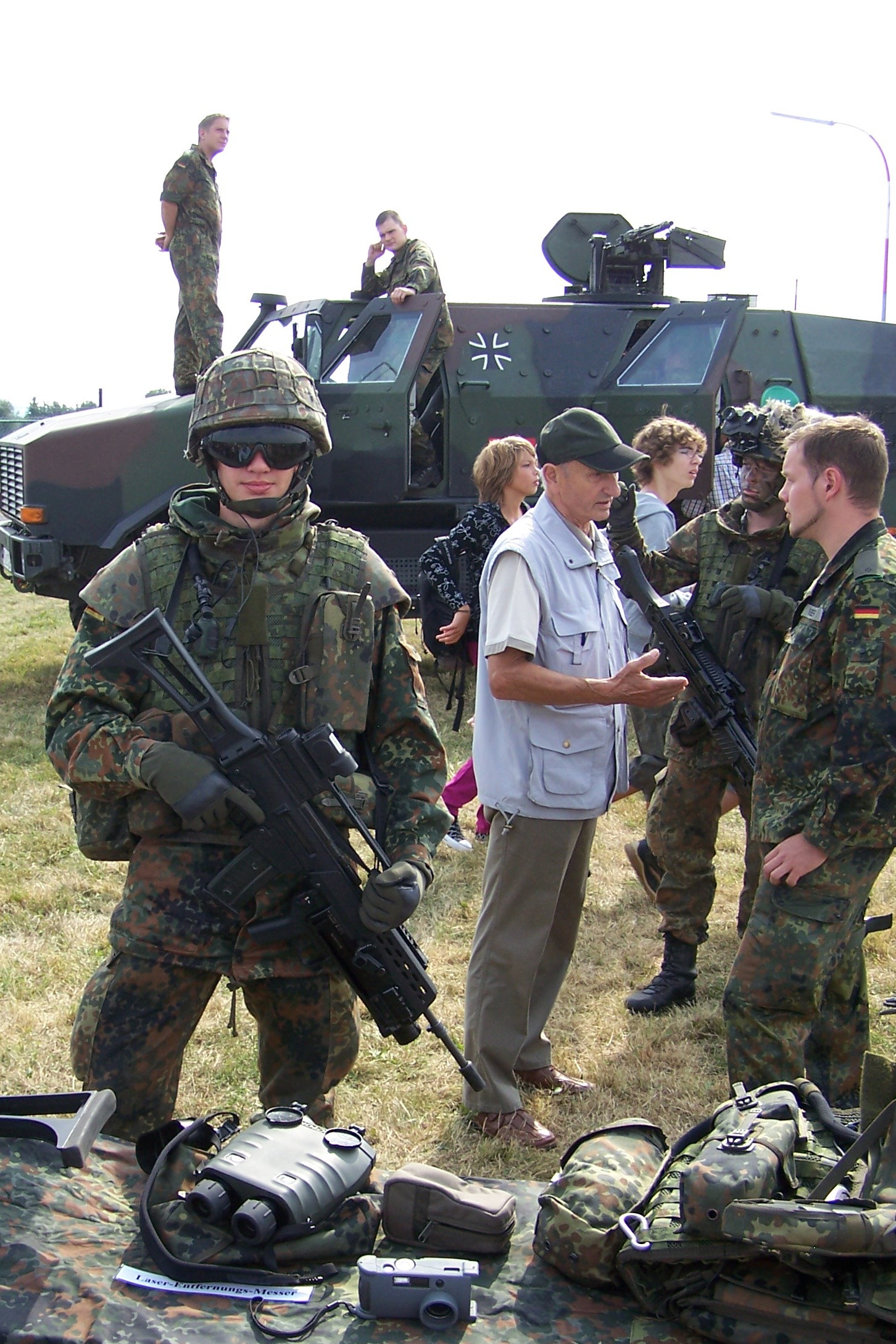
Dimostrazione IdZ. Il soldato non indossa tutti i dispositivi. L'armamentario è la protezione antiesplosivi, il sistema di portabilità degli accessori e gli occhiali protettivi EPS 21. In primo piano sul tavolo il binocolo Vector IV e la fotocamera digitale.

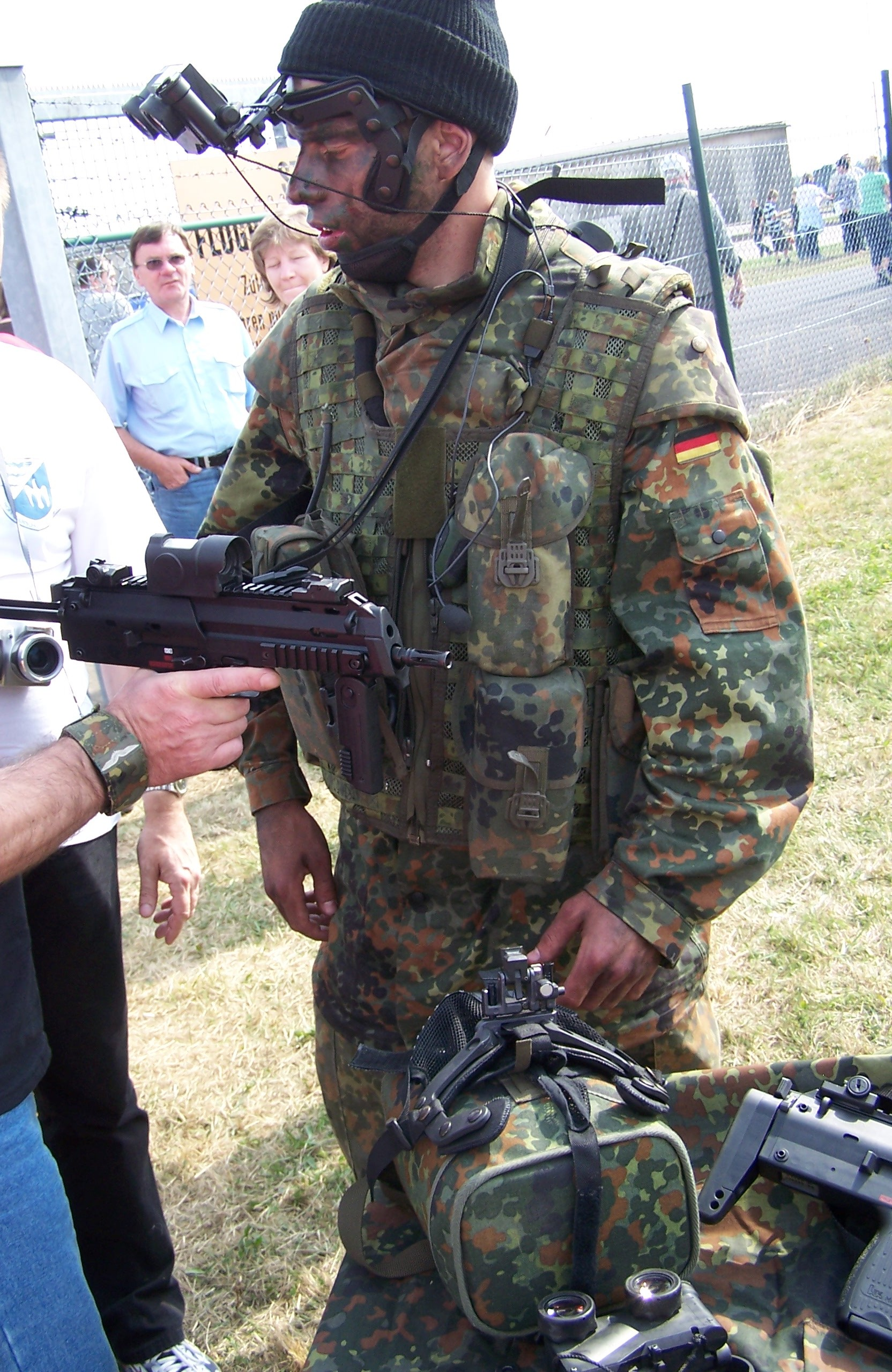
Un soldato con indosso il vecchio sistema antiesplosivi e gli occhiali ingrandenti Lucie. L'arma è un MP7.

Il progetto Infanterist der Zukunft (IdZ) (in lingua italiana Fante del Futuro) è il programma di modernizzazione della fanteria, che in ambito NATO è sotto il nome di Future Soldier e che rientra nel Gefechtsausrüstung personale della fanteria della Bundeswehr. Il principale fornitore è la Rheinmetall Defence Electronics di Brema. Allo stato del 2012 il livello è IdZ-2, iniziato dal 2013, sotto la designazione „Gladius“ (Realisierungsstufe 2), ad essere fornito alla Bundeswehr.

## Basi e pianificazione
Dalla fine della guerra fredda si è avuto un impiego della Bundeswehr attraverso il servizio svolto per la Repubblica Federale Tedesca e le organizzazioni internazionali con e senza mandato ONU.
L'armamentario di un soldato si divide in tre gruppi:
- Gefechtsausrüstung (da battaglia) con armi portatili e sistemi d'arma, e protezioni,
- Aufklärungs- und Orientierungsausrüstung (ricognizione e orientamento) e
- Feld- und Biwakausrüstung (campo e bivacco).

## Obiettivi
- assertività
- sopravvivenza
- gestibilità
- mobilità
- resistenza

## Componenti del Infanterist der Zukunft

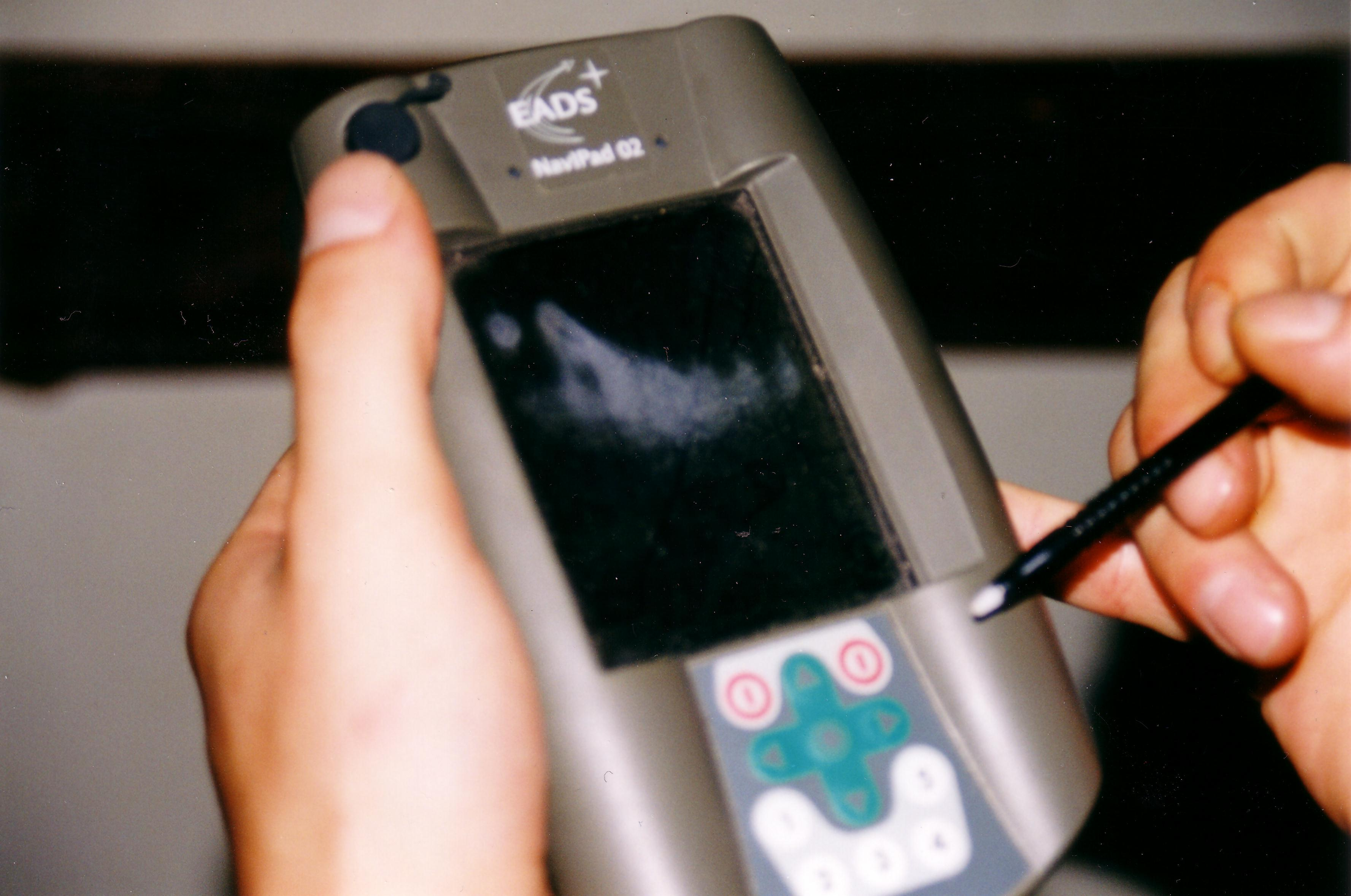
Prototipo del PDA usato in Kosovo

Il programma „Infanterist der Zukunft“ impiega materiali e metodi da stato dell'arte. I sistemi sono modulari per impieghi diversi nelle diverse situazioni. Il sistema base (Basissystem BS) è composto da attrezzature e uniforme oltre al Gewehr G36. Con il sistema IdZ-2 viene introdotto un sistema nuovo. Dopo la preserie sono stati ordinati 4.000 IdZ-2. Il sistema pesa tra 57 e 66 kg.
1A Ausstattung Infanterist
- Veste antiproiettile, Inf Beschusshemmende Weste (Bundeswehr)
- Sistema di portabilità attrezzi, Inf
- Borraccia con 2 litri di acqua,
- Occhiaili protettivi, laser, polvere
- Protezione acustica
- Vocoder, Combi
- Radio, UHF, Inf
- Interfaccia PC, Inf
- Protezione NBC, Inf[3]
- Contatore geiger

1B Zusatzausstattung
- HK MP7
- HK MG4
- G82
- Modulo di precisione PzF3
- Fotocamera digitale
- 40 mm AG36 1,5 kg
- WBG – arma portatile
- Stativ, antimagnetco

1C Ausst. Jäger/1D Ausst. Geb.Jäger/1E Ausst. Fsch.Jäger
- Sistema di collegamento rete
- Carica batterie, batterie, PC
- Docking station, batterie
- Modulo laser, Satz
- BiV monocolo*
- BiV NSA 80
- Custodia
- Misuratore laser, BT
- BiV occhiali Leica

Questo viene dato a tutti i soldati della fanteria; i Gebirgsjäger hanno anche un altimetro. Con 1C viene usato il veicolo Dingo, Fuchs, LKW; con 1D il BV-206, LKW; con 1E il ESK, LKW.
-BiV Bildverstärker (ingranditore) e Nachtsichtgerät (visore notturno)-

### Vestizione
Il sistema modulare di vestizione presenta attacchi anteriori e posteriori. Tasche per munizionamento o altri scopi possono essere montati con velcro. Sul posteriore possono essere montati Daypacks con una capacità di 10 litri. Una borraccia da 2 litri nello zaino.

### Protezione
- Occhiali protettivi EPS21
- Beschusshemmende Weste (Bundeswehr) come veste antiproieittile con placche in ceramica Schutzklasse IV .308, peso tra 10,5 e 12 kg
- Protezione NBC

### Sistema di guida
- Radio UHF
- Auricolari Sennheiser
- Global Positioning System

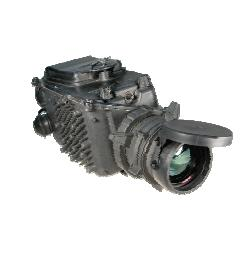
Il primo sistema ottico a distanza con camera infrarossi AN/PAS-13 della Raytheon per l'HK G36
5x ingrandimenti, 10x ingr. possibili

- Personal Digital Assistant EADS-NaviPad (PDA) con cartografia digitale e goniometro digitale
- Fotocamera digitale

- Binocolo Vectronix (Leica Geosystems) Vector IV con misuratore laser e goniometro
- Visore notturno e termocamera
  - Occhiali ingrandenti Lucie, e monocolo BIG 35
  - Termocamera HuntIR della AIM AEG Infrarot-Module GmbH

LUCIE - occhiali ingrandenti - Il fante ha in dotazione degli occhiali ingrandenti Lucie. Possono essere indossati sull'elmetto o con banda sulla testa. Da una distanza minima di 15 cm fino a 250 m possono permettere di osservare, leggere testi. L'HyperGen XD-4 pesa 360g; durata di servizio di 60 h con una batteria di 1,5V-AA e temperatura da −30 °C fino +45 °C. Può essere integrato con un modulo laser di puntamento e misurazione.
Fero - luce - Il gruppo è costituito da due monocoli BIG 35 per visione fino a 800 metri. Il sistema pesa 840g e dura in funzionamento continuo fino a 30 h con due batterie 1,5V-AA. Possibilità di uso con accumulatore agli ioni di litio, fino a 100 h.
NSA80 - visore notturno - Il sistema NSA80 può essere montato sul G36. Può essere utilizzato in abbinamento alla luce Fero. 
Termocamera - una termocamera è in dotazione e può essere utilizzata sull'arma o come dispositivo autonomo portatile. Il tipo TWS AN/PAS-13 A(V) con peso di 2,5kg e un'ottica in grado di rilevare differenze da 3 a 10 °C. La termocamera opera sulla lunghezza d'onda di 3,4–4,2 µm; le batteri permettono una durata operativa di 8h. Come visore a distanza può essere impiegato un display esterno per l'osservazione.

## Componenti Infanterist der Zukunft Erweitertes System (IdZ-ES)Gladius
La seconda fase di rilascio delle attrezzature dalla Rheinmetall Defence Electronics (Bremen) con ordine alla società Rheinmetall siglato nel 2006.
IdZ-ES è composto da 20 componenti i tre branche:
- Abbigliamento, Protezione- e Accessori (BST)
- Armi, Ottica e Optronica (WOO)
- Comando, Controllo, Computer, Communications and Information (C4I).

La veste protettiva è composta dalla protezione balistica SK1 con integrato un sistema di aerazione, la protezione protegge da proiettili calibro 9 mm. Possono essere montate placche protettive fino alla classe 4.
L'elmetto è Ops-Core Fast Ballistic Helmet, con peso di 1.328 g in misure M, L, con possibilità di montare lampade ed altri accessori. Il nuovo elmetto pesa il 20% in meno del precedente. Il display oculare integrato permette di vedere tutti i compagni di missione durante l'operazione.
Il sistema Nacre-Headset, permette di parlare ed ascoltare in modo integrato con auricolari e microfono. Il parlato è segnalato da un "toc". Il sistema elmetto ha anche contemporaneamente la protezione per l'udito. Push-to-talk-Tasten (PTT) può essere azionato con l'ottica integrata quando le mani sono occupate dalle armi.
Il sistema portante sul corpo trasporta il calcolatore, radio, GPS e batterie. Il sistema di guida permette l'accesso ai soldati, al  „Network Centric Warfare“, con minor possibilità di essere colpito da fuoco amico. Lo Bedien- und Anzeigegerät (BAG) è una impugnatura ergonomica con deviatore a otto posizioni e tasti per selezionare e interrompere il collegamento con il calcolatore. Anche la radio di gruppo e di guida può essere collegata. Il sistema permette di localizzare la posizione delle forze in campo, su mappa digitale. Ogni soldato può vedere tale dispiegamento di forze.
Gruppenführer und Stellvertreter verfügen über einen „Tragbaren Führungsrechner“ (TFR). Dieser dient der Lagedarstellung und hilft dem Führer bei Planung und Überwachung des Gefechts. Über das Gruppenfahrzeug SPz Puma oder GTK Boxer lässt sich das Führungsinfosystem Heer nutzen.
Il Laserentfernungsmessers „Moskito“ può essere collegato via Bluetooth al calcolatore. I dati possono essere mandai a tutto il gruppo, e al BAG che all' Helmdisplay. Questo può essere usato per l'artiglieria e il puntamento di mortai e obici.
Il fucile G36 viene fornito con ottica Zieloptik (ZO) 4x30 e Reflexvisier Red Dot Small Arms (RSA-S). Un visore notturno (NSV) IRV-600 della Carl-Zeiss Optronics (Hensoldt AG) con un peso di 1.090 g incl. una batteria. In alternativa anche un visore notturno da 390 g fino a 100 m Typ Dragon-C della Qioptiq.
L'abbigliamento modulare modulare Bekleidung è per ogni zona climatica con temperature da −32 °C a +45 °C. Esiste la possibilità di sottoveste in lana di Woolpower per zone climatiche invernali freddo-secco e freddo-umido così come in cotone per zone climatiche freddo-umido estivo a caldo-secco.

### Armi

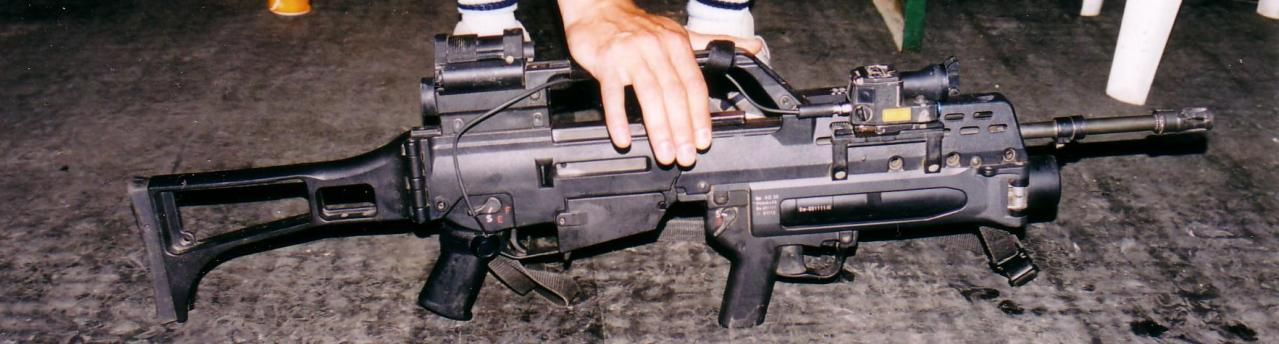
Concept in Kosovo nel 2002

- G36 calibro 5,56 × 45 mm NATO Heckler & Koch 3,63 kg senza munizioni – Standardwaffe des IdZ
  - Accessori
    - Laser multifunzione e luce bianca LLM-VR (Laser light module Vario-Ray – successore del LLM01)
    - Visore notturno (NSA 80) 1,2 kg
    - Termocamera HuntIR 3 kg.

- Aggiunta- o scelta
  - HK P8 9 × 19 mm, 0,77 kg (senza munizioni) / HK P12 .45 (11,43 × 23 mm) 0,745 kg (senza munizioni)
  - AG36 40 mm Granatwerfer 1,5 kg (senza munizioni)
  - Panzerfaust 3 con puntatori Dynarange Laser. Gittata fino a 600 m con PzFst 3-IT-600 15,1 kg (con un proiettile in dotazione),
  - Panzerfaust RGW 90 MATADOR (a scelta) 10 kg
  - HK MG4 (Maschinengewehr 4) 5,56 × 45 mm NATO 7,35 kg (senza munizioni)
  - HK MG5 7,62 x 51 mm NATO 9,9 kg (senza munizioni)
  - MP7 (Maschinenpistole 7) 4,6 × 30 mm 1,9 kg (senza munizioni)
  - Kampfmesser KM2000 0,525 kg
  - Fucile di precisione
    - Gruppe kurze Entfernung (corto raggio) G28 calibro 7,62 × 51 mm (.308 Winchester), 7,9 kg
    - Zug mittlere Entfernung (medio raggio) G22 calibro 7,62 × 67 mm (.300 Winchester Magnum), 8,1 kg
    - Kompanie große Entfernung und technisches Gerät** (lungo raggio) G82 calibro 12,7 × 99 mm (.50 BMG), 12,9 kg

  - HK P2A1 pistola di segnalazione 0,52 kg

- Aggiunta- o a scelta solo per forze particolari o pianificate
  - Benelli M4 (solo KSK, Feldjäger, Marineschutzkräfte/KS, Luftlandebrigade)
  - Remington 870
  - HK121 peso 9,9 kg come sostituto del MG3

Il G82 così come il Remington 870 / Benelli sono per uso "fucile anti-materiale".
Silenziatori sono per alcune armi specifiche di corpi speciali vedi lista delle armi della Bundeswehr

### Dispositivi da campo e bivacco
Questi componenti pesano complessivamente ca. 18 kg:
- Zaino e accessori
  - Zaino piccolo da 30l verde oliva Poliammide
  - Zaino da combattimento 5 colori Flecktarn o 3 colori 50l Poliammide
  - Zaino grande 110l + zaino d'impiego 30l verde oliva (solo Spezialkräfte) 3.000 g
    - Per gli spostamenti sacca da 80l, Seesack 100l,  Transportsack 140l

  - Koppeltragegestell o Ausrüstungsträger Chest-Rig con sacco a pelo
- Modulares Schlafsacksystem con lettino suolo, Falt-Isomatte, tenda a telo
  - (Kunstfaser-)Schlafsack allg.(1) Zona clima C freddo umido Estate Tcomf −15 °C, Tmax −35 °C, Peso 1950 g + Packsack 200 g
  - (Kunstfaser-)Schlafsack tropicale zona clima A Tcomf +4 °C Tmax −10 °C
  - Schlafsacküberzug (Bivacco) tre strati laminato
    - Tutti assieme zona clima C inverno fino a −45 °C Tmax
- Gavetta con posate e borraccia, sacco acqua con dosatore, Epa
- Pala ripiegabile
- Personalizzazioni piccole (es. rete mimetica per la testa)
- Personalizzazione (Bende, coperta isotermica, guanti protettivi, cerotto, etc.)
- Personalizzazione NBC con poncho e maschera antigas 2000
- Protezioni antivento, e varie ambientali
- Bussola

(1) (Mumien-)Schlafsack allgemein 1980, così come (Daunen-)Schlafsack Fernspäher e Schlafsack Winter

#### Uniforme
- Feldanzug 1990 mimetica con Flecktarn (Bundeswehr) – freddo-umido zona clima D =(A3+C1)
- Feldanzug 5 colori (Dschungeltarn) – caldo-umido zona clima B (Regenwald)
- Feldanzug 3 colori tropicale – caldo-secco zona clima A (Steppa A1, Savana A2, Deserto A3)
- Invernale con chiazze bianche o bianco

con anfibi o scarponi o scarpe da combattimento
Il mimetismo invernale da neve come il sopra-giacca o sopra-pantaloni così come l'elmetto sono per truppe speciali.
Accanto ai componenti „Infanterist der Zukunft“ esistono anche abbigliamenti specifici per l'addestramento.

#### Gruppo (fanteria)
- Pionieri fanteria leggera con pale, seghe, accetta, ascia, zappa, stendi filo spinato
- Nastro spinato, filo spinato e stendi filo
- Ristorazione
- Tanica d'acqua
- Munizionamento di riserva, esplosivi e altro
- Componenti di aiuto con barella

### Ricognizione
Con piccoli velivoli EMT Aladin, MIKADO o con piccoli autoveicoli vi è la possibilità di ricognizione e osservazione nella guerra urbana, in costruzioni e fognature, quando l'impiego di uomini è pericoloso per la loro incolumità. I dati possono essere trasmessi nel System des Infanteristen der Zukunft.

## Storia
Il test sul campo per l'attrezzatura e tutto il sistema è stato portato avanti nel 2002 in Kosovo. Nel quadro del Einsatzbataillons 1 della Task Force Prizren e Jägerzug del Jägerlehrbataillons 353 in collaborazione con la Infanterieschule Hammelburg. La versione base venne usata nel 2003 in Afghanistan.
Nel 2012/13 le unità del Sicherungsbataillons 12 della 10. Panzerdivision di Hardheim ricevettero il IdZ ES dall'industria, secondo lo standard per impiego all'estero Bundeswehr. In Afghanistan il Gebirgsjägerbataillon 232 del Gebirgsjägerbrigade 23 di Bischofswiesen fu il primo ad utilizzare il sistema standard di produzione sul campo operativo.